# NK T-lymfocyt
NK T-lymfocyty (NKT buňky) jsou T-lymfocyty, které mají některé vlastnosti NK buněk. Mají velmi důležitou úlohu v regulaci imunitních odpovědí přemostěním složek vrozeného a adaptivního imunitního systému a mohou též aktivovat či inhibovat imunitní reakce.
Rozpoznávají antigeny, které jsou prezentovány na neklasických hlavních histokompatibilních komplexech (MHC) I. typu, tzv. CD1d molekulách na povrchu antigen prezentujících buněk (APC). Mezi tyto antigeny patří zejména bakteriální glykolipidy, glykolipidy izolované z mořských hub, endogenní (běžně se vyskytující) glykolipidy a nádorově odvozené glykolipidy a fosfolipidy, a nelipidové molekuly.
NK T-lymfocyty byly původně identifikovány jako malá populace T-buněk, jež mají na svém povrchu kromě T-buněčných receptorů (TCR) typu αβ i marker CD161, nazývaný též NK1.1, který je typický pro NK buňky. Rozlišujeme dva hlavní typy NK T-lymfocytů: NKT typu I a NKT typu II s odlišnou imunoregulační funkcí. Hlavní úlohou NK T-lymfocytů typu I je pozitivní regulace imunitních odpovědí. Naopak hlavní úlohou NK T-lymfocytů typu II je imunosuprese.

## NK T-lymfocyty
NK T-lymfocyty pocházejí z lymfoidní hematopoetické linie buněk a tvoří malou subpopulaci T-lymfocytů. Na svém povrchu nesou molekuly specifické jak pro T-lymfocyty, tak pro NK buňky. Jejich vývoj, stejně jako vývoj ostatních T-lymfocytů, probíhá v brzlíku.
S T-lymfocyty sdílejí T-buněčný receptor (TCR) a jeho koreceptor CD3, s NK buňkami je spojuje přítomnost povrchových molekul, jako je např. NK1.1 (NKR-P1C), CD56 a dalších. T-lymfocyty nesoucí NK1.1 se podle svých povrchových znaků (tzv. diferenciační skupiny) rozlišují na CD4+CD8- a double negativní (CD4-CD8-). Spojují tak prvky typické pro vrozenou i adaptivní imunitu. NKT buňky jsou důležitými regulátory imunitní reakce, jelikož sekretují velké množství různých cytokinů a chemokinů a interagují přímo s dalšími leukocyty, čímž je ovlivňují. Důležitou roli hraje i jejich schopnost určité buňky cytolyticky zneškodnit.
NKT buňky dělíme na NK T-lymfocyty I. typu, neboli invariantní iNKT buňky, NK T-lymfocyty II. typu a NKT podobné lymfocyty. NKT I. a II. typu vážou svými T-buněčnými receptory (TCR) komplexy tvořené glykoproteinem neklasického hlavního histokompatibilního komplexu (MHC) I. třídy – CD1d a lipidem či glykolipidem. O NKT podobných lymfocytech je momentálně známo málo informací, nejsou však nejspíše aktivovány vazbou CD1d.
NK T-lymfocyty sekretují různé cytokiny – např. IFN-γ, IL-4,IL-10, IL-13, a mohou tak měnit typ imunitní odpovědi z Th-1 na Th-2 a opačně.

## NK T-lymfocyty typu I
NK T-lymfocyty typu I, také známé jako invariantní iNKT buňky, jsou charakteristické expresí invariantní Vα14 Jβ18 TCRα řetězce u myší a Vα24 Jβ18 u lidí a limitovanou velikostí TCRβ řetězce Vβ8, Vβ7 a Vβ2 u myší a Vβ11 u lidí. Jsou považovány za jedny z hlavních regulátorů imunitních odpovědí, neboť velmi rychle produkují velké množství Th1 (IFN-γ) i Th2 (IL-3, IL-4) cytokinů a zároveň mají i cytolytickou aktivitu. Regulace imunitních odpovědí představuje hlavní funkci těchto buněk. Tato jejich vlastnost byla studována zejména v kontextu α-GalCer. α-GalCer je glykolipid, který byl izolován z mořské houby Agel mauritianus jako protinádorová sloučenina, která se však nevyskytuje v buňkách savců. Protinádorová ochrana zprostředkovaná tímto glykolipidem závisí hlavně na produkci IFN-γ z aktivovaných buněk NKT typu I a na produkci IL-12 pomocí aktivovaných DC buněk.
I když hlavní funkcí NK T-lymfocytů typu I je podpora protinádorové imunity, na RMA/S T-buněčném modelu lymfomu myší byla zjištěna imunosupresivní aktivita těchto buněk. Na rozdíl od ostatních nádorových modelů, kdy NKT typu I produkovaly cytokiny jako IFN-γ a GM-CSF, v tomto modelu byla zvýšená produkce IL-13. To, zda budou mít NK T-lymfocyty typu I imunoregulační nebo imunosupresivní funkci, závisí pravděpodobně na povaze aktivačního signálu.

## NK T-lymfocyty typu II
Kromě pozitivní regulace imunitního systému mohou NK T-lymfocyty regulovat imunitní systém i negativní, prostřednictvím imunosuprese.
Imunosupresivní funkce NK T-lymfocytů převládá u NKT typu II. Funkce těchto buněk byla studována zejména v kontextu sulfatidu. Sulfatid je vlastní glykolipid odvozen z myelinu, který může specificky stimulovat NK T-lymfocyty typu II. Selektivní stimulace NK T-lymfocyty typu II sulfatidem významně zvyšuje růst metastáz. Tento glykolipid můžeme najít v mnoha tkáních, včetně nádorových. Nádorově odvozený sulfatid stimuluje NKT typu II a indukuje imunitní suprese u pacientů s nádorem. Tento paradoxní úkol NKT buněk v protinádorové imunitě byl demonstrován na dvou typech myší. První skupině myší, CD1d KO, chyběly oba typy NK T-lymfocytů. Tento typ myší byl rezistentní k nádorovému růstu. Druhé skupině myší, Jα18 KO, chyběly NKT typu I, avšak měla zachovaný typ II NK T-lymfocytů. Tento typ myší se choval podobně jako "wild-type" myši a byl dostatečným důkazem toho, že NKT typu II jsou dostatečné pro supresi imunologického dohledu.

## Vzájemná regulace NKT buněk typu I a II
Imunitní systém je komplexní síť, ve které se často vyskytují vzájemné interakce mezi dvěma nebo více podskupinami příbuzných buněk. Jednou z takových interakcí je i vzájemná regulace NK T-lymfocytů typu I a NK T-lymfocytů typu II. Pokud jsou NK T-lymfocyty typu II aktivovány sulfatidem, potlačují proliferační reakce NK Tlymfocyty typu I. V ConA-indukovaném poškození jater sulfatidem aktivovány NK T-lymfocyty typu II anergizovaly NKT typu I. Tato anergia byla způsobena prostřednictvím anergizujících plazmacytoidních DC. Proto je dost pravděpodobné, že se tyto dva druhy NK T-lymfocytů mohou vzájemně ovlivňovat přes zprostředkovatelské buňky. Je však třeba podotknout, že přesný mechanismus této interakce není momentálně ještě objasněn.

## NK T-lymfocyty a autoimunitní onemocnění
Autoimunitní choroba je orgánově-specifické či systematické onemocnění, při kterém dochází k útoku imunitního systému proti vlastním tkáním (autoantigenům). V místě výskytu vlastního antigenu vzniká chronický zánět a dochází k poškození tkání. NK T-lymfocyty zmírňují průběh nemocí jako je diabetes mellitus 1. typu, revmatoidní artritida, roztroušená skleróza a autoimunitní encefalomyelitida.
NK T-lymfocyty vykazují také určité shodné rysy s regulačními T buňkami, tzv. Treg. Jak NKT, tak Treg lymfocyty se mohou aktivovat vazbou vlastních antigenů, ale jejich hlavní supresivní funkce není závislá na stimulaci antigenem. Dále hrají důležitou roli v regulaci zánětu a udržení periferní tolerance imunitního systému k vlastním tkáním. Společným povrchovým markerem je molekula CD25. K aktivaci oba typy buněk potřebují kostimulaci přes CD28/B.7 a CD40/CD40L.

### iNKT a autoimunita
U mnoha autoimunitních chorob, jako jsou například systémový lupus erythematodes (SLE), revmatoidní artritida (RA), psorias či myasthenia gravis, byly pozorovány změny v počtu iNKT buněk.
U pacientů trpících SLE je celkový počet i procentuální zastoupení invariantních Vα24/Vβ11 CD4-CD8- (double negativních) NKT buněk v periferním oběhu nižší než u kontrol (tedy zdravých jedinců) a ztráta iNKT buněk u těchto pacientů pozitivně koreluje s vyšší aktivitou onemocnění. To poukazuje na velký potenciál iNKT buněk regulovat průběh autoimunitního onemocnění.
Invariantní NKT buňky se ukázaly také důležitými regulátory imunitní odpovědi. Na pokusech s NOD (non-obese diabetic) myší linií, která se vyznačuje sklony ke vzniku diabetu I. typu a deficitem iNKT buněk, bylo ukázáno, že aktivace iNKT buněk α-GalCer způsobila expanzi těchto buněk. Tím se vyrovnal jejich deficit, což dokázalo myši ochránit před vznikem autoimunitního onemocnění.

### NK T-lymfocyty II. typu a autoimunita
Také NK T-lymfocyty II. typu mají velký imunoregulační potenciál, který spočívá v jejich schopnosti usměrňovat různé fáze zánětlivé reakce. V poslední době je stále jasnější, že by díky tomu mohly být použity v terapeutické praxi.
NK T-lymfocyty II. typu jsou aktivovány mimo jiné sulfatidem (3´-sulfatid b-galactosylvceramid). Tento glykosfingolipid se váže na neklasické MHC (hlavní histokompatibilní komplexy) I. třídy – CD1 molekuly, s nimiž vytváří komplexy, které jsou prezentovány speciálním T-lymfocytům. NKT buňky jsou aktivovány vazbou komplexu tvořeného sulfatidem a glykoproteinem CD1d. Sulfatidem aktivované buňky NKT II vyvolávají u iNKT buněk stav anergie, utlumují dendritické buňky (DC) a tím inhibují aktivaci autoreaktivních CD4+ T-lymfocytů. U NOD myší dokázala aktivace NKT buněk II. typu oddálit vznik diabetu. U pacientů s diabetem I. typu došlo po aplikaci sulfatidu k inhibici proliferace autoreaktivních T-lymfocytů a k snížení hladiny pro-zánětlivých cytokinů a chemokinů, což jej předurčuje k možnému budoucímu lékařskému využití.

## NK T-lymfocyty a rakovina
Různé studie provedené na myších modelech i u pacientů trpících rakovinou ukazují, že iNK T-lymfocyty se podstatně podílejí na dohledu imunitního systému nad nádorem.
Invariantní NKT buňky se podílejí na rovnováze mezi reakcí štěpu proti leukémii (graft versus leukemia) a reakcí štěpu proti hostiteli (graft versus host) při transplantaci kostní dřeně jako léčebné procedury u pacientů s leukémií. Po transplantaci dochází k jejich expanzi a vyrovnání poměru NKT/T buněk. Pokud se jejich obnova nepovede, často dochází k návratu onemocnění. Poměr NKT/T-lymfocytů by se tak mohl stát důležitým diagnostickým znakem úspěšnosti transplantace. Navíc u dětských pacientů, u kterých by po transplantaci nedošlo k řádné obnově počtu iNKT buněk, by mohly pomoci infuze dárcovských iNK T-lymfocytů, aby se zabránilo recidivy leukémie.
Další možností terapeutického použití iNKT buněk při léčbě rakoviny je jejich aktivace exogenním ligandem – např. IL-12 či αGalCer. Tato aktivace iNKT buněk je závislá na sekundární produkci IL-12 myeloidními buňkami, což vede k produkci IFN-γ pomocnými buňkami a také následné aktivaci efektorových NKT a CD8+ T-lymfocytů a zvýšení hladiny sérových IFN-γ ,TNFα a IL-6. Terapie pouze exogenním αGalCer je však závislá na frekvenci NKT buněk v pacientově organismu, která je u jedinců velmi rozdílná. Navíc u pacientů s rakovinou bývá často frekvence periferních iNKT buněk nízká. Proto tato léčebná metoda nemůže mít všeobecné pokrytí. U pokročilých nádorů jsou výsledky infuzí také velice sporné. Naproti tomu vpravení dendritických buněk stimulovaných αGalCer do organismu pacientů vykazuje určité pozitivní výsledky. Nejúčinnější se však ukázala infuze dendritických buněk stimulovaných αGalCer, které navíc prezentují konkrétní nádorový antigen (fragment nádorové tkáně).